# Dalmady de Dalmad
Dalmady de Dalmad ist ein altes Uradelsgeschlecht aus dem Komitat Hont. Ihr Stammsitz befindet sich in der Siedlung Domadice. Die Familie gehört teilweise dem ungarischen Hochadel an.

## Geschichte
Das Geschlecht wurde erstmals 1290 urkundlich erwähnt mit Comes Stephanus de Dalmad, der als jobbagio castri Hont (deutsch: Burgherr der Burg Hont) bezeichnet wurde.
Die Nachfahren von Stephanus standen überwiegend im Dienste des Königlichen Hauses. Diese Linie der Familie starb in der Hälfte des 16. Jahrhunderts aus.
Im 17. Jahrhundert stellte das Geschlecht bedeutende Persönlichkeiten. Ein weiterer Angehöriger der Familie namens Stephanus war Botschafter des Fürsten Georg II. Rákóczi bei der schwedischen Königin Christina. Er führte einen regen Briefwechsel mit dem schwedischen Kanzler Axel Oxenstierna, um ein Bündnis zwischen Schweden und Ungarn zu erreichen.
Im 18. und 19. Jahrhundert verlor das Geschlecht nach und nach an politischer Bedeutung.
Die Familie ist mit zahlreichen Adelsgeschlechtern verwandt, u. a. den Thúry, Pomothy, Bory, Horhy, Borsy, Sirmiensis, Lipthay und  Armpruszter.

## Bekannte Mitglieder

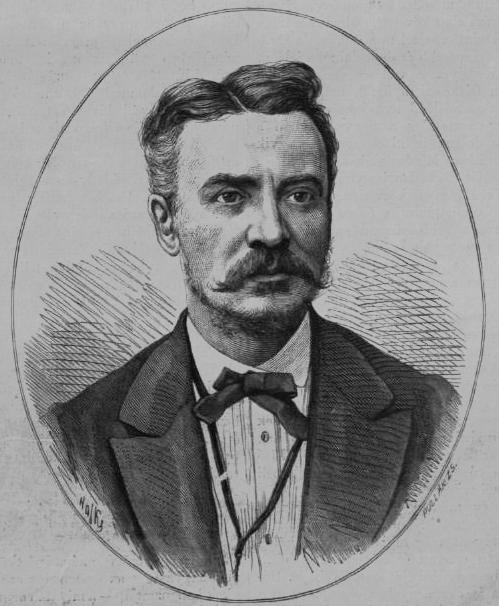
Victor Dalmady de Dalmad

- Comes Stephanus Dalmady de Dalmad, (1290–1300), Burgherr der Burg Hont
- Stephanus Dalmady de Dalmad (1620–1690), Botschafter von Fürst Georg II. Rákóczi bei der swedischen Königin Christina
- Alexander Dalmady de Dalmad (1625–1695), pfälzischer Kämmerer von Karl II. von der Pfalz und Vicecolonellus (Oberstleutnant) eines pfälzischen Dragonerregiments
- Victor Dalmady de Dalmad (1836–1916), Anwalt

## Wappen
Geharnischter, gebogener Arm, in der Faust ein Schwert mit Parierstange haltend.
Kleinod: Flugbereite Taube.